# Castiarina impressicollis
Castiarina impressicollis es una especie de escarabajo del género Castiarina, familia Buprestidae. Fue descrita científicamente por Macleay en 1863.